# Rozkład dzeta
Rozkład dzeta – dyskretny rozkład prawdopodobieństwa, będący granicą rozkładu Zipfa dla parametru N dążącego do nieskończoności.
Jeśli X jest zmienną losową o rozkładzie dzeta, to wykładniki przy poszczególnych czynnikach w rozkładzie na czynniki pierwsze są niezależnymi zmiennymi losowymi.